# Фіорі ді дзукка

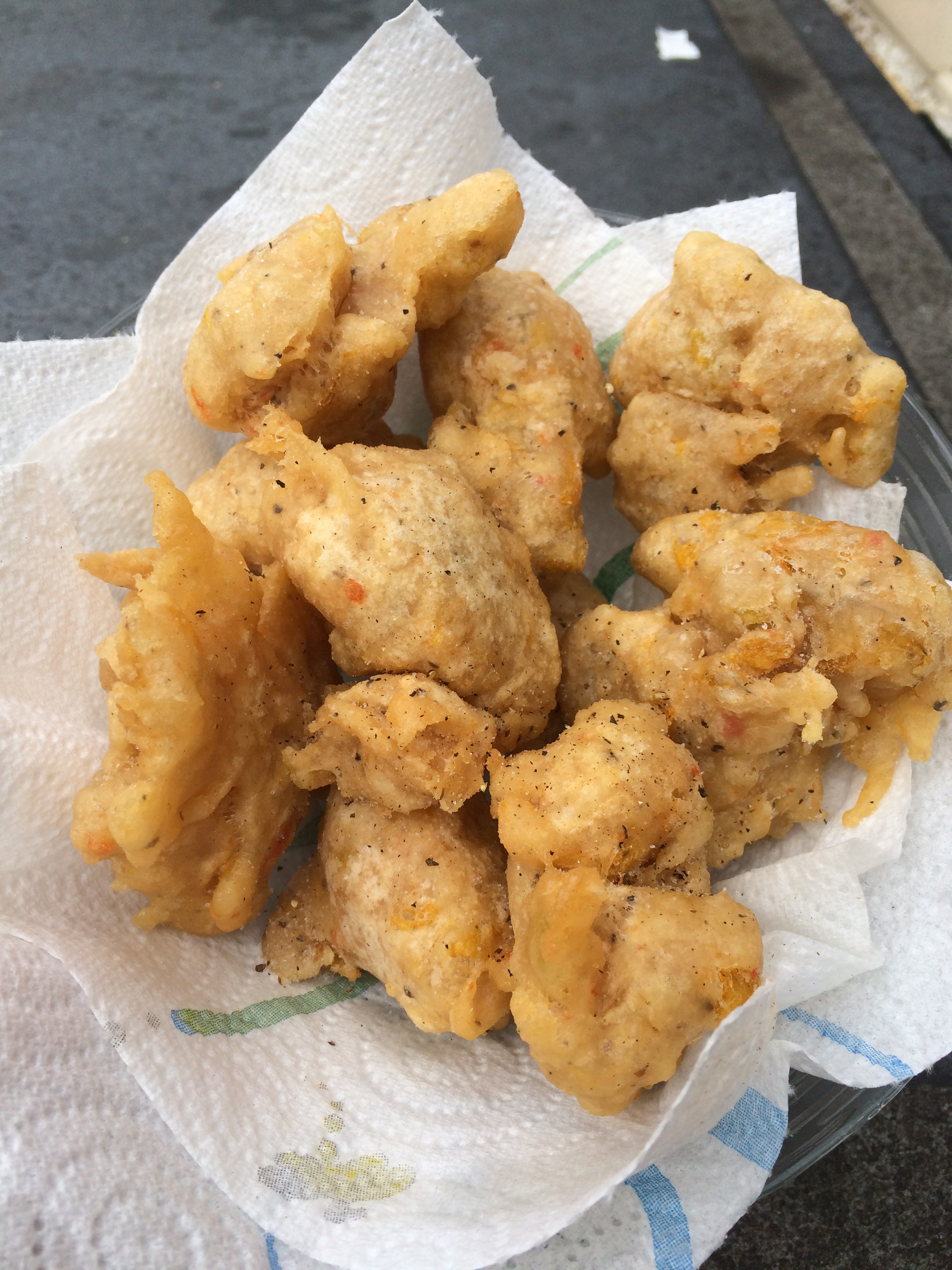
Смажені квітки кабачків

Фіорі ді дзукка (італ. Fiori di zucca — квіти кабачків) — страва італійської кухні, квітки кабачків, смажені у клярі. Страва є характерною для регіону Лаціо.

## Спосіб приготування
Квітки кабачків повинні бути свіжими та нерозкритими. Їх миють, потім висушують паперовою або бавовняною серветкою. Кляр готують різними способами, зазвичай змішуючи борошно (або сухарі), воду та яйце. Іноді до кляру можуть додаватись дріжджі та вино. Квітки занурюють у кляр та смажать. Також квітки можуть фарширувати начинками, зокрема анчоусами та моцарелою. Смаження відбувається у каструлі або глибокій сковороді у олії на сильному вогні. Після смаження квітки викладають на паперові серветки для того щоб видалити зайву олію. Страву присолюють за смаком та подають до столу гарячою.